# Autoroute A102 (Algérie)
Pour les articles homonymes, voir A102 et Autoroute A102.
L’autoroute A102, appelée également la Pénétrante de Boudouaou est une autoroute reliant la Nationale 5 au nord à Boudouaou à la A2 à Khemis El Khechna.

## Sorties
- n°1 :  Échangeur entre A102 et N5
- n°2 : Ouled Moussa
- n°3 : Ouled Moussa - Zone Industrielle
- n°4 :  Échangeur entre A102 et A2